# Крид (Колорадо)
Крид (англ. Creede) — місто (англ. town) в США, в окрузі Мінерал штату Колорадо. Населення — 257 осіб (2020).

## Географія
Крид розташований за координатами 37°51′12″ пн. ш. 106°55′38″ зх. д. / 37.85333° пн. ш. 106.92722° зх. д. (37.853333, -106.927284).  За даними Бюро перепису населення США в 2010 році місто мало площу 1,75 км², уся площа — суходіл. В 2017 році площа становила 2,42 км², уся площа — суходіл.

### Клімат
Місто знаходиться у зоні, котра характеризується континентальним субарктичним кліматом. Найтепліший місяць — липень із середньою температурою 14.4 °C (58 °F). Найхолодніший місяць — січень, із середньою температурою -11.4 °С (11.5 °F).
| Клімат Крида            | Клімат Крида | Клімат Крида | Клімат Крида | Клімат Крида | Клімат Крида | Клімат Крида | Клімат Крида | Клімат Крида | Клімат Крида | Клімат Крида | Клімат Крида | Клімат Крида | Клімат Крида |
| Показник                | Січ.         | Лют.         | Бер.         | Квіт.        | Трав.        | Черв.        | Лип.         | Серп.        | Вер.         | Жовт.        | Лист.        | Груд.        | Рік          |
| Абсолютний максимум, °C | 15           | 16,7         | 18,9         | 26,1         | 28,3         | 35,6         | 35,6         | 29,4         | 28,3         | 25,6         | 21,1         | 14,4         | 35,6         |
| Середній максимум, °C   | 1,1          | 4,1          | 8,4          | 11,7         | 14           | 18,2         | 22,4         | 23,4         | 19,2         | 13,8         | 3,6          | −1,7         | 11,6         |
| Середня температура, °C | −11,4        | −8,5         | −4,3         | 1,7          | 6,4          | 10,6         | 14,4         | 13,5         | 9,7          | 4,4          | −3,4         | −10          | 1,9          |
| Середній мінімум, °C    | −20,6        | −17,8        | −12,4        | −8,4         | −5,7         | −4,4         | 2,8          | 3,4          | −0,7         | −6,4         | −13,6        | −20,8        | −8,7         |
| Абсолютний мінімум, °C  | −41,1        | −39,4        | −32,2        | −23,3        | −15          | −10          | −5,6         | −6,1         | −11,7        | −20,6        | −35,6        | −40          | −41,1        |
| Норма опадів, мм        | 13           | 9            | 14           | 19           | 21           | 20           | 54           | 53           | 31           | 30           | 15           | 20           | 299          |
| Днів з опадами          | 4            | 4            | 5            | 5            | 5            | 5            | 12           | 12           | 7            | 4            | 4            | 4            | 71           |
| ----------------------- | ------------ | ------------ | ------------ | ------------ | ------------ | ------------ | ------------ | ------------ | ------------ | ------------ | ------------ | ------------ | ------------ |
| Джерело: Weatherbase    |              |              |              |              |              |              |              |              |              |              |              |              |              |

## Демографія
Згідно з переписом 2010 року, у місті мешкало 290 осіб у 159 домогосподарствах у складі 75 родин. Густота населення становила 165 осіб/км².  Було 270 помешкань (154/км²).
Расовий склад населення:
| - 97,2 % — білих - 0,7 % — чорних або афроамериканців - 0,3 % — корінних американців |

До двох чи більше рас належало 1,7 %. Частка іспаномовних становила 2,1 % від усіх жителів.
За віковим діапазоном населення розподілялося таким чином: 15,2 % — особи молодші 18 років, 60,0 % — особи у віці 18—64 років, 24,8 % — особи у віці 65 років та старші. Медіана віку мешканця становила 52,0 року. На 100 осіб жіночої статі у місті припадало 102,8 чоловіків;  на 100 жінок у віці від 18 років та старших — 96,8 чоловіків також старших 18 років.
Середній дохід на одне домашнє господарство  становив 44 300 доларів США (медіана — 32 188), а середній дохід на одну сім'ю — 69 742 долари (медіана — 52 500). За межею бідності перебувало 19,0 % осіб, у тому числі 0,0 % дітей у віці до 18 років та 1,8 % осіб у віці 65 років та старших.
Цивільне працевлаштоване населення становило 98 осіб. Основні галузі зайнятості: роздрібна торгівля — 19,4 %, освіта, охорона здоров'я та соціальна допомога — 18,4 %, будівництво — 14,3 %, мистецтво, розваги та відпочинок — 12,2 %.